# Parroquia de Saint Philip (Barbados)
Saint Philip es una parroquia de Barbados situada en el sudeste de la isla. La parroquia de Saint Philip está representada en la Asamblea de Barbados por tres diputados.
En esta zona se encuentra el Faro de Punta Desigual.
Esta es la parroquia de nacimiento de la primera presidenta de Barbados Sandra Mason, que asumió el cargo el 30 de noviembre de 2021.
- Datos: Q1647436
- Multimedia: Saint Philip, Barbados / Q1647436